# Catena in Job
Catena in Job è un codice manoscritto bizantino conservato alla Biblioteca nazionale Marciana di Venezia (Ms. Gr. Z. 538 (=540), che contiene una copia dell'inizio del X secolo del Libro di Giobbe, accompagnato da un commento e preziosamente ornato da miniature.

## Contenuto
Il copista dichiara alla c. 246r di averlo ultimato nell'anno 6413 dalla creazione del mondo corrispondente al 905 dell'era cristiana.
Il colophon riporta scritto giusto sotto gli imperatori Leone e Alessandro, indicandoci il 905 come data di esecuzione.
Contiene numerose miniature attribuibili a due diversi autori di differente caratura artistica e illustranti momenti della vita del personaggio biblico. È considerato uno snodo tra VII e IX secolo: gli autori conoscevano l'arte costantinopolitana, rifacendosi però a modelli pre-iconoclasti.
Tra le immagini:
- Giobbe, miniato dal maestro principale, con una coloratura trasparente quasi acquarellata, su fondo blu e con triplice segnatura del piano di posa.
- Giobbe coi figli, del maestro principale, iscritti in una specchiatura geometrica su fondo blu: si rispetta il limite, mentre in area costantinopolitana i piedi delle figure poggiano direttamente o fuoriescono dalla cornice.
- Pietà di Giobbe, mentre lava i piedi agli ospiti.
- La pioggia di fuoco sui servi e sulle mandrie.
- Buoi e cavalli in fuga.
- Abbondanza nella casa di Giobbe.
- Il crollo della casa.
- La seconda famiglia di Giobbe, del secondo maestro: volti un poco verdacei, proporzioni più allungate, panneggio più rigido e schematico rispetto alla morbidità espressa dal primo maestro.
- Gli amici di Giobbe: espressioni addolorate: teste reclinate, mani sul viso o sul petto.